# 1933年3月ドイツ国会選挙

選挙後の国会勢力図

1933年3月5日のドイツ国会選挙（独：Reichstagswahl vom 5. März 1933）は、1933年3月5日に行われたドイツの国会（Reichstag、ライヒスターク）の選挙である。国民社会主義ドイツ労働者党（NSDAP, ナチ党）政権下で初めて行われた国会選挙であった。選挙の結果、ナチ党と連立与党のドイツ国家人民党(DNVP)で過半数を獲得した。選挙後にドイツ共産党(KPD)が禁止されて議席ごと抹消されたため、ナチ党が単独過半数を確保した。この選挙により政権発足以来保守派閣僚に囲い込まれていたヒトラーが行動の自由を獲得し、召集された国会で全権委任法を可決させて独裁権力を固めた。

## 国会の解散までの経緯
1933年1月30日に国民社会主義ドイツ労働者党（以下ナチ党）の党首アドルフ・ヒトラーがパウル・フォン・ヒンデンブルク大統領より首相に任じられた。しかし内閣発足当初、ナチ党の閣僚はヒトラーの他、ゲーリング(無任所相)、フリック(内相)の3人だけであり、他の閣僚職はヒンデンブルクの側近で副首相として入閣したパーペンが人選し、ドイツ国家人民党(DNVP)や鉄兜団、それ以前の大統領内閣から留任した貴族たちなど保守派で占められた。多数の保守派閣僚で囲い込んでヒトラーを傀儡にしようというパーペンの陰謀だった。
当時ナチ党は国会の第一党であったが、連立与党の国家人民党と足しても国会で過半数を得られていなかった。したがってヒトラー内閣以前の三代の大統領内閣と同様に国会から内閣不信任案を突き付けられる危険性があった。その対策は今まで通り国会無視の大統領緊急令による政治を行うか、総選挙で与党過半数を狙うか、中央党(Zentrum)を与党に引き込むか、ドイツ共産党(KPD)議員の資格を停止するか（共産党議席を停止すればナチ党と国家人民党で過半数になる）のいずれかであった。
ヒンデンブルクが中央党取り込みを希望したため内閣はまず中央党と連立交渉を行ったが、ヒトラーは保守派閣僚による囲い込み状態突破のためにも総選挙に打って出たがっており、一方、国家人民党党首アルフレート・フーゲンベルクもカトリック嫌いと農業と社会政策に関する利害から中央党の政権参加を拒否していた。このような状況のため内閣と中央党の連立交渉は申し訳程度のものとなり、2月1日にはヒンデンブルクに連立交渉は失敗したと報告された。同日の閣議においてヒトラーは総選挙を希望したが、フーゲンベルクはナチ党が大勝して国家人民党の政権内での影響力が低下する恐れがあることから総選挙を嫌がり、共産党を禁止してその議席を剥奪することでナチ党と国家人民党で過半数を得るべきと主張した。しかし結局ヒトラーが押し切って総選挙が行われることになった。
2月1日にヒトラーの要請でヒンデンブルク大統領は国会を解散した。

## 各党の選挙戦

### ナチ党
ナチ党の選挙戦は党宣伝全国指導者ヨーゼフ・ゲッベルスが指揮を執った。政権に就いたナチ党は今や国家組織や国庫を使っての選挙戦を展開できるようになっていた。ゲッベルスも今回の選挙が野党だった頃の選挙とは条件がまるで違うことを認識し、2月3日の日記で次のように書いている。「我々は国家組織を動員できるようになったので運動は容易である。新聞とラジオは意のままである。我々は政治宣伝の傑作を創るつもりだ。金は有り余っている」。
当時のドイツではラジオ局は政府の監督下にあったため、野党の頃のヒトラーの声が電波で流されたことは一度もなかったが、この選挙からラジオはナチ党の有力な宣伝機関となった。ただ集会でのヒトラーの演説をラジオでそのまま流すと興奮しすぎで場違い感があり、ヒトラーもそれについて「私はラジオ受けが良くないようだ」と嘆いていた。ゲッベルスはラジオ担当者とともにヒトラーの声を研究して様々な方法で編集して声質に柔らかさと深みを加えたり、場所によっては明瞭・決然と響くよう調整した。
また全国向け・管区向けの遊説隊の編成、特別選挙集会、目引くポスターや突撃隊のパレード、機関紙号外、党旗や横断幕での「シンボル操作」、飛行機を使っての何百万枚のビラ撒き、スピーカー付き宣伝カーなど、これまでの選挙で培った手法も総動員した。ナチ党の選挙スローガンはこれまで通り「ボルシェヴィズムと闘え」と「国民にパンと職を」の2つだった。
2月4日にはヒトラーはシュライヒャー内閣下で準備されていた集会や新聞を制限し、政党への寄付を禁止する「ドイツ民族保護のための大統領令」をヒンデンブルク大統領に発令させ、野党の行動の自由を奪った。
2月20日にはゲーリングが国会内の議長執務室に元ライヒスバンク総裁ヒャルマル・シャハト博士の仲介で経済界の要人を招集し、政治資金パーティーを催した。このパーティーにはシャハトのほか、グスタフ・クルップ・フォン・ボーレン、合同製鋼のアルベルト・フェーグラー、IGファルベンのゲオルク・フォン・シュニッツラーなどそうそうたる顔ぶれが出席した。ゲーリングは「いままさにスタートした選挙戦では最大の成果を上げねばならない。政治闘争の場にいない分野の方々が少なくとも選挙に必要な財政的犠牲ぐらい負担するのは当然であろう」と献金を求めた。また一部の文書によれば、この時ゲーリングは「3月5日の選挙が今後10年間で最後となるはずだし、先のことを言えば今後100年間で最後となるかもしれないことを皆さんが知ったなら、それくらいの出血は大したことと思わないであろう」と述べたという。シャハトが「さあ皆さん、献金を」というと、各社は選挙献金名簿に金額を書き込み、その総額は300万ライヒスマルクにも達したという。
2月27日の国会議事堂放火事件後には事実上の戒厳令である「国民及び国家保護のための大統領令」をヒンデンブルク大統領に出させて共産党や社民党への弾圧措置を強化した。

### 社民党
選挙戦が始まるとドイツ社会民主党(SPD)は「投票用紙でファシズムと闘う」との選挙アピールを発した。
社民党は国家党（旧民主党）と候補者名簿を共同にし、党の準軍事組織国旗団や鉄の戦線を使っての選挙戦を展開したが、やがて今回の選挙戦がいつもの選挙戦と違うことに気づかされた。社民党集会はナチ党突撃隊によって組織的にかく乱されたうえ、警察官が臨席するようになり「反国家的演説」を行ったら即座に干渉されるようになった。こうした集会妨害を避けるために社民党は集会を非公開にせざるをえなくなった。
社民党内では反撃でナチ党集会に襲撃をかけることも検討されたが、党本部は「ナチ党の会場を満員盛況にしてはならない」として禁止した。
2月27日の国会議事堂放火事件後の左翼摘発では共産党員だけではなく、社民党員も多数巻き添えを食って逮捕されている。また2月28日の「国民及び国家保護のための大統領緊急令」によって社民党の機関誌が2週間の発行停止処分を受けた。
だが社民党はこうしたナチ党による嫌がらせや弾圧措置の規模を軽視した。それらの対象が第一に共産党だったためだった。またそもそも社民党幹部は、ヒトラーはパーペンやフーゲンベルクや軍部など「反動」勢力の操り人形に過ぎないと見做していたため、選挙戦では国家社会主義勢力より反動に攻撃を集中した。

### 共産党
ドイツ共産党(KPD)は選挙戦中最もナチ党の嫌がらせや弾圧措置を受けた党であり、ほとんどまともな選挙活動はできなかった。2月24日には共産党本部カール・リープクネヒト館に警察の捜査が入り、反乱計画書が見つかったと発表された。さらに2月28日の「国民及び国家保護のための大統領緊急令」によって4000人の共産党員が逮捕され、共産党の全活動が停止に追い込まれた。
追いつめられた共産党は社民党に「ファシストの攻撃に対抗する行動の統一戦線」を求めたが、共産党は依然として「社会ファシズム論」に基づき、主要な攻撃対象を社民党に定めていた。そのため共闘を求めながら罵倒を止めない矛盾した態度を取り、社民党から拒絶された。
共産党は全党派と敵対している孤立した存在なので共産党への弾圧措置については他党の系列新聞も歓迎を表明する物が多かった

### 中央党
中央党はドイツ人民党に挑戦したが、ナチ党とは連携した。

### 「黒白赤」（国家人民党と鉄兜団）
ヒトラーは「選挙結果がどうなろうと政府の構成は不変である」と連立与党の国家人民党に約束していたが、保守勢力の統一名簿の要請は拒否している。そのためパーペンは2月11日に国家人民党と鉄兜団に保守共闘戦線「黒白赤」を結成させた。
選挙戦中「黒白赤」は反社会主義の立場からヒトラーが行おうとしている社会主義的実験への警告を行った。また彼らは組織された労働運動が排除された後にはナチ党も含めた全ての党派が解体されて自分たちが主導する権威主義体制が作られると信じていたので「党派精神」を否定する主張を行っていた。こうした主張によってナチ党との違いをアピールしたが、どれも広範な有権者の心をつかむものではなかった。

## 結果とその後

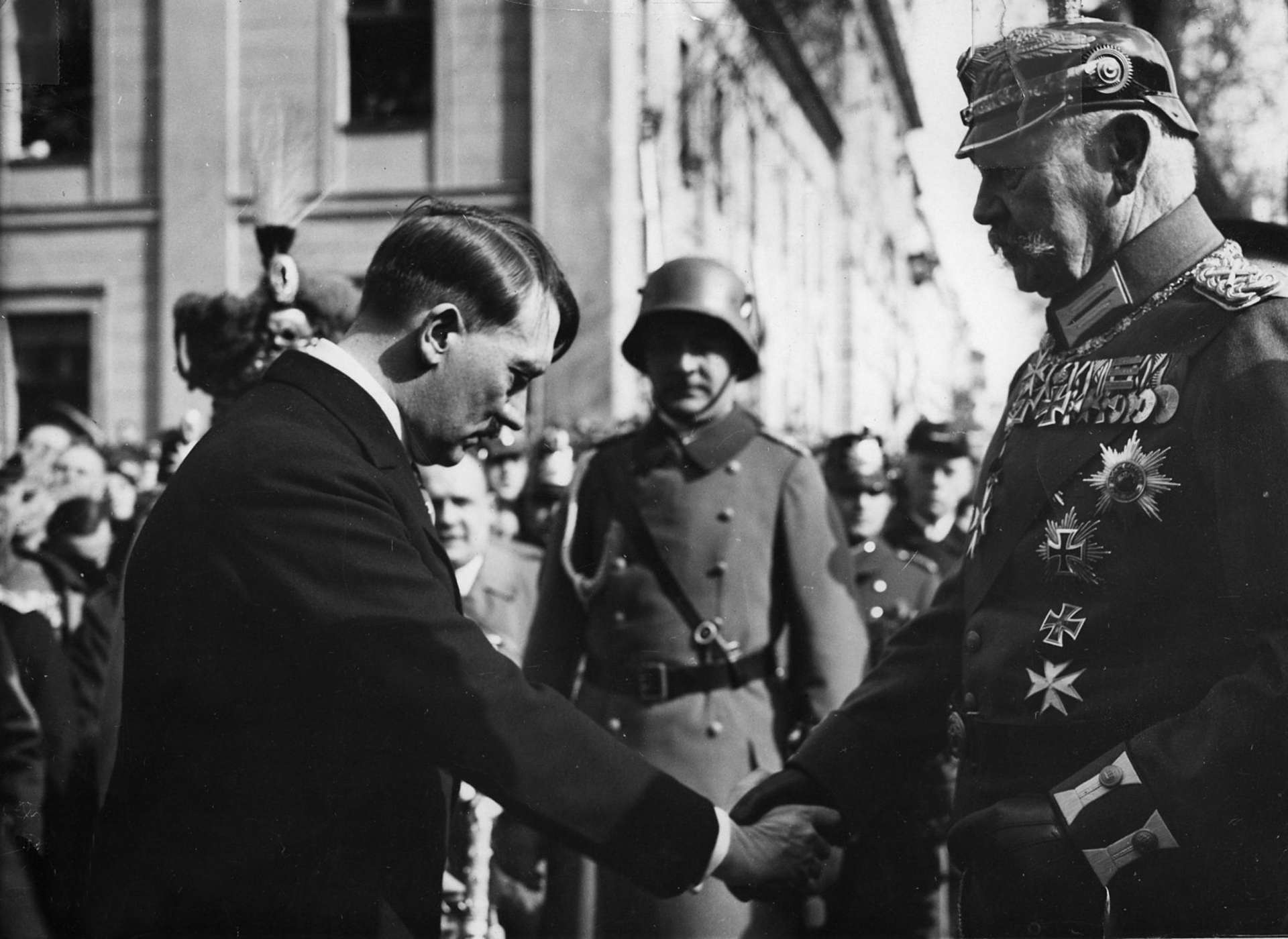
国会開催の日、ヒンデンブルク大統領と握手するヒトラー首相

3月5日の選挙の結果、ナチ党は43.9%の得票を得て288議席を獲得した。単独過半数には届かなかったが、連立与党の国家人民党の議席と合わせると半数を超えた。これまで投票したことのない層もナチ党に一票を投じるために投票所へ足を運び、投票率は88.8%という高投票率を記録した。ナチ党の得票1720万票のうち300万票はこれまで棄権してきた層だと考えられている。これはヒトラーに「国民宰相」というイメージを付けたナチ党の宣伝が功を奏した物と考えられており、したがってこの選挙での新規のナチ党支持者はナチ党というよりもヒトラー個人の人気で獲得したと考えられている。
3月9日には共産党が非合法化され、その議席（81議席）が抹消されたため、総議席数が566議席に減少し、ナチ党が単独過半数を獲得した。
国会議事堂は全焼していたため、3月21日の国会開会式はポツダムのフリードリヒ大王の墓所のある衛戍教会で行われた。ヒンデンブルク大統領の臨席の下、ヨーゼフ・ゲッベルスの演出による壮麗な開会式が開かれた。この日はポツダムの日と呼ばれた。ヒトラーが国会演説で「今や、この数週間のうちに、他の国民的団体と結んで1918年以来、ドイツを支配してきた勢力を排除し、革命により国家権力を国民的指導部に取り戻した。（投票日の）3月5日は、ドイツ民族がこの出来事に彼らの同意を与えた日だったのだ。」と語ったように、ナチ党はこの選挙結果を従来の統治とは異なる「ライヒ指導」つまり「ナチ党及びその指導者であるヒトラーが民族とライヒを指導する」という新たな政治形態がドイツ民族に『信任』された勝利であるとした。
国会開会後は、議事は臨時国会議事堂にあてられたクロル・オペラ劇場で開催され、3月24日には全権委任法が可決され、ヒトラーの独裁体制が確立された。
3月31日にはラントとライヒの均制化に関する暫定法律が発令され、国会選挙と同日の1933年3月5日に選挙を行っていたプロイセン州議会を除くすべての邦議会は、1933年3月5日の国会選挙で各邦ごとに各党が獲得した票数に応じて議席数を再配分された（共産党への投票は除外して計算）。
7月までにナチ党以外の全政党が解散に追い込まれ、7月14日には政党新設禁止令が制定された。そのため次の同年11月の選挙はナチ党のみの選挙になった。

## 各党の得票と獲得議席
- 選挙制度は比例代表制。選挙権は20歳以上の男女。
- 投票率は88.74%（前回選挙より8.2%増加）

|                                               |                                     |                                     |                                     |                                     |                                     |
| 党名                                          | 票数                                | 得票率 (前回比)                     | 得票率 (前回比)                     | 議席 (前回比)                       | 議席 (前回比)                       |
| 国民社会主義ドイツ労働者党 (NSDAP)            | 17,277,180票                        | 43.91%                              | +10.82%                             | 288議席                             | +92                                 |
| ドイツ社会民主党 (SPD)                        | 7,181,629票                         | 18.25%                              | -2.18%                              | 120議席                             | -1                                  |
| ドイツ共産党 (KPD)                            | 4,848,058票                         | 12.32%                              | -4.54%                              | 81議席                              | -19                                 |
| 中央党 (Zentrum)                              | 4,424,905票                         | 11.25%                              | -0.68%                              | 73議席                              | +3                                  |
| 黒-白-赤戦線 (鉄兜団/国家人民党/全国農村同盟) | 3,136,760票                         | 7.97%                               | -0.37%                              | 52議席                              | +1                                  |
| バイエルン人民党 (BVP)                        | 1,073,552票                         | 2.73%                               | -0.36%                              | 19議席                              | -1                                  |
| ドイツ人民党 (DVP)                            | 432,312票                           | 1.10%                               | -0.76%                              | 2議席                               | -9                                  |
| キリスト教社会国民奉仕 (CSVD)                 | 383,999票                           | 0.98%                               | -0.16%                              | 4議席                               | -1                                  |
| ドイツ国家党 (DStP)                           | 334,242票                           | 0.85%                               | -0.10%                              | 5議席                               | +3                                  |
| ドイツ農民党 (DBP)                            | 114,048票                           | 0.29%                               | -0.13%                              | 2議席                               | -1                                  |
| 全国農村同盟 (RLB)                            | 83,839票                            | 0.21%                               | -0.09%                              | 1議席                               | -2                                  |
| ドイツ＝ハノーファー党 (DHP)                  | 47,743票                            | 0.12%                               | -0.06%                              | 0議席                               | -1                                  |
| 社会主義者闘争協会                            | 3,954票                             | 0.01%                               | New                                 | 0議席                               | New                                 |
| 労農闘争共同体                                | 1,110票                             | 0.00%                               | +/-0%                               | 0議席                               | +/-0                                |
| 有効投票総数                                  | 39,343,331票                        | 100%                                |                                     | 647議席                             | +63議席                             |
| 無効票                                        | 311,698票                           |                                     |                                     |                                     |                                     |
| 投票有権者/全有権者数（投票率）               | 39,655,029人/44,685,764人（88.74%） | 39,655,029人/44,685,764人（88.74%） | 39,655,029人/44,685,764人（88.74%） | 39,655,029人/44,685,764人（88.74%） | 39,655,029人/44,685,764人（88.74%） |
| 出典：Gonschior.de                            |                                     |                                     |                                     |                                     |                                     |

各選挙区のナチ党の得票率
各選挙区の社民党の得票率
各選挙区の共産党の得票率
各選挙区で最大得票を得た政党とその得票率

## この選挙で初当選した著名な議員
- マックス・アマン（ナチ党所属、ナチ党出版全国指導者）
- ヘルマン・エッサー（ナチ党所属、初期のナチ党宣伝担当者）
- フランツ・ゼルテ（「黒・白・赤」戦線所属、労働相）
- フランツ・フォン・パーペン（「黒・白・赤」戦線所属、副首相、元首相）
- アドルフ・ヒトラー（ナチ党所属、ナチ党総統、首相）
- アウグスト・ヴィルヘルム・フォン・プロイセン（ナチ党所属、ドイツ皇帝ヴィルヘルム2世の第四皇子）
- ルドルフ・ヘス（ナチ党所属、ナチ党副総統）